# Lionsgate Films
Lionsgate Films (anteriormente conocido como Cinépix Film Properties) es un estudio de producción y distribución de películas canadiense-estadounidense  fundado en Canadá, ahora una división de Lionsgate Entertainment con sede en Santa Mónica. Es el estudio cinematográfico mini-importante más grande y exitoso de América del Norte.
Se centra en películas extranjeras e independientes y ha distribuido varias franquicias cinematográficas de éxito comercial, incluidas Saw, The Hunger Games, Rambo, Divergent, The Punisher, John Wick, Madea, Blair Witch, Now You See Me, Hostel, The Expendables, Sinister. La saga Crepúsculo y Step Up.

## Historia

### Cinépix
Cinépix fue fundada por John Dunning y Andre Link en 1962. Cinépix, con sede en Montreal, era una compañía cinematográfica independiente canadiense que estrenó películas en inglés y francés en Canadá y Estados Unidos.
Inicialmente una distribuidora, la primera producción de Cinépix fue el drama erótico Valérie de 1969, que ganó 1 millón de dólares en taquilla. Cinépix produjo los primeros trabajos de David Cronenberg (Shivers) e Ivan Reitman (Meatballs). La compañía también distribuyó películas de autor, incluido el documental de rock grunge Hype, Buffalo '66 de Vincent Gallo y SICK: The Life &amp; Death of Bob Flanagan, Supermasochist. 
Cronenberg afirmó que "Cinépix era la versión canadiense de Roger Corman" y "en cierto modo estaban siguiendo el modelo de él y también de algunos productores europeos". 
De 1989 a 1994, Cinépix se asoció con Famous Players en C/FP Distribution, que pasó a llamarse Cinépix Film Properties (C/FP). En 1994, Cinépix compró la participación de Famous Players en la organización.
En 1997, Cinépix tenía una división de distribución en Estados Unidos con sede en Nueva York y poseía el 56 por ciento de Ciné-Groupe, una productora de películas animadas.

### Lionsgate Films
Lions Gate Entertainment Corporation (LGEC) fue fundada en 1997 por Frank Giustra, un banquero. LGEC compró Cinépix y mantuvo su liderazgo. Cinépix pasó a llamarse Lions Gate Films el 13 de enero de 1998. LGEC también compró North Shore Studios, con sede en Vancouver, que se convirtió en Lions Gate Studios.  En junio de 1998, LGE compró International Movie Group, cuya filmoteca incluía Kickboxer de Jean-Claude Van Damme.
Su primer gran éxito de taquilla fue American Psycho en 2000, que inició una tendencia de producir y distribuir películas demasiado controvertidas para los grandes estudios cinematográficos. Otras películas notables incluyeron Affliction (1998), Gods and Monsters (1998), Dogma (1999), O (2001), Cube 2: Hypercube (2002), Open Water (2003), Saw (2004), The Punisher (2004) y el documental de Michael Moore Fahrenheit 9/11 (2004), que había sido la película más taquillera del estudio hasta el estreno de The Hunger Games en 2012.
Giustra dejó la firma en 2000. Ese mismo año, Jon Feltheimer se convirtió en director ejecutivo y Michael Burns en vicepresidente. Decidieron centrarse en las ganancias de los vídeos y DVD y comenzaron a comprar empresas en dificultades que controlaban grandes bibliotecas. Las dos adquisiciones más notables fueron Trimark Holdings (650 títulos) en 2000  y Artisan Entertainment en 2003. La compra de Trimark también incluyó CinemaNow, un sitio web de transmisión de banda ancha, donde Lionsgate podría presentar sus propias películas. Estas dos compras, junto con otras, le dieron a Lions Gate una gran biblioteca de DVD (y luego Blu-Ray), que incluye Total Recall, Reservoir Dogs, Terminator 2: Judgment Day, Young Guns, Dirty Dancing y Apocalypse Now, en algunos casos a través de acuerdos de producción. con StudioCanal, American Zoetrope y Miramax (la mayoría de ellos son el resultado de acuerdos de licencia anteriores con el predecesor de videos domésticos de Lions Gate, Artisan).[cita requerida]
Lions Gate coproduce ocasionalmente películas con grandes estudios. Por ejemplo, Lions Gate se asoció con Miramax Films para la secuela de 2004 Dirty Dancing: Havana Nights y con Paramount Pictures para Narc de 2002 y The Prince & Me de 2004, a la que se le dio crédito de estudio. Lions Gate también fue socio silencioso en la película de ciencia ficción de 2004 de 20th Century Fox, The Day After Tomorrow. También en 2004, Lions Gate unió fuerzas con United Artists para producir Hotel Rwanda. 
El 1 de agosto de 2005, Lions Gate Entertainment Corp adquirió toda la biblioteca de Modern Entertainment. El 17 de octubre de 2005, Lionsgate adquirió Redbus Film Distribution por 35 millones de dólares  y se convirtió en Lionsgate UK el 23 de febrero de 2006. Después de esto, Zygi Kamasa, cofundador de Redbus con Simon Franks, se convirtió en director ejecutivo de Lionsgate Reino Unido y Europa.
En 2007, Joe Drake se convirtió en codirector de operaciones y presidente del grupo cinematográfico de Lionsgate. Lionsgate recortó su producción anual en cuatro en febrero de 2009.
La película de Lionsgate , Los juegos del hambre, recaudó 68,3 millones dr dólares cuando se estrenó en la taquilla de Estados Unidos el 23 de marzo de 2012. En ese momento, fue el mejor día de apertura de una película que no es una secuela y el quinto más alto de todos los tiempos. De ese total, e ganaron 19,7 millones de dólares a través de las proyecciones de medianoche del jueves. En su primer fin de semana, Los juegos del hambre recaudó 152,5 millones de dólares, lo que la convierte en la película más taquillera de Lionsgate después de sólo tres días.
El 13 de enero de 2012, Lions Gate Entertainment Corp adquirió Summit Entertainment, el estudio detrás de las series Crepúsculo y Step Up por 412,5 millones de dólares. El 3 de mayo de 2012, Lionsgate Films llegó a un acuerdo con el director ejecutivo de CodeBlack Enterprises, Jeff Clanagan, para crear CodeBlack Films, con sede en Lionsgate. Drake se fue en 2012 para fundar Good Universe.
El 16 de enero de 2013, Lionsgate anunció una división de películas de bajo presupuesto que estaría dirigida por John Sacchi. La división estrenaría películas por menos de 2,5 millones de dólares. Sacchi recientemente buscó adquirir películas como Rock Bottom Creek (2012) y también otras películas realizadas de forma independiente.
El 22 de noviembre de 2013, Lions Gate lanzó Los juegos del hambre: en llamas . En su primer fin de semana, la película recaudó 158 millones de dólares en la taquilla estadounidense, superando a su predecesor, que generó 150 millones de dólares en su primer fin de semana. La película tuvo un presupuesto de 130 millones de dólares, alcanzando un punto de equilibrio poco después de su apertura y haciéndolo rentable. Los críticos elogiaron mucho la película; recibió una calificación de Rotten Tomatoes del 89% como "fresco certificado". La tercera película de Los juegos del hambre, Sinsajo-Parte 1, se estrenó en 2014. La película final, Sinsajo - Parte 2, se estrenó en 2015.
El 1 de abril de 2015, según Deadline, Lions Gate anunció que había creado su nuevo sello, Lionsgate Premiere. Este nuevo sello gestionará hasta 15 estrenos al año, dirigidos a un público joven en salas y medios digitales. El nuevo sello, parte del esfuerzo de diversificación de la compañía, incorporará títulos de Lionsgate y Summit Entertainment y luego se especializará en "innovadoras estrategias de lanzamiento multiplataforma y otras" para llegar a "audiencias afines con contenido de marca y marketing dirigido". El vicepresidente senior de marketing e investigación, Jean McDowell, se encargará del marketing, y la distribución estará a cargo de Adam Sorensen, quien actualmente gestiona las ventas occidentales.
El 2 de mayo de 2016, según Deadline Hollywood, Lions Gate anunció que se ha asociado con ocho empresas internacionales para lanzar el consorcio GlobalGate Entertainment. GlobalGate producirá y distribuirá películas en idioma local en mercados de todo el mundo. Lionsgate dijo el lunes que se ha asociado con los ejecutivos internacionales del entretenimiento Paul Presburger, William Pfeiffer y Clifford Werber para lanzar GlobalGate.
Drake regresó en octubre de 2017 como presidente del grupo cinematográfico de Lionsgate. La compañía despidió personal de marketing y publicidad teatral en su oficina de Nueva York y decidió poner fin a su participación como socio en CodeBlack Films en enero de 2019. Los recortes se debieron a los fracasos de Robin Hood y la comedia El espía que me dejó. En junio de 2019, Hulu y FX adquirieron los derechos de exhibición de las películas de Lionsgate estrenadas en 2020 y 2021.
En 2022, Adam Fogelson se unió a Motion Picture Group como vicepresidente, luego de dejar STX Entertainment, reportando a Drake.

## Películas

### Serie de películas
| Título                       | Fecha de lanzamiento   | No. Películas | Notas                                                                                             |
| ---------------------------- | ---------------------- | ------------- | ------------------------------------------------------------------------------------------------- |
| Los chicos                   | 1997–98                | 2             | Sólo distribución                                                                                 |
| American Psycho              | 2000–02                | 2             |                                                                                                   |
| Cubo                         | 2002-04                | 2             | Adquirido de Trimark Pictures                                                                     |
| Leprechaun                   | 2003-presente          | 3             | Adquirido de Trimark Pictures                                                                     |
| Saw                          | 2004-presente          | 10            |                                                                                                   |
| The Punisher                 | 2004-08                | 2             | Coproducción con Valhalla Entertainment, Marvel Entertainment, Marvel Studios y Columbia Pictures |
| Hostel                       | 2005-07                | 2             | Coproducción con Screen Gems                                                                      |
| Hecho una                    | 2005-19                | 11            |                                                                                                   |
| Películas animadas de Marvel | 2006–11                | 8             | Coproducción con Marvel Entertainment y Marvel Animation                                          |
| Happily N'Ever After         | 2007-09                | 2             |                                                                                                   |
| Crepúsculo: La saga          | 2008–12                | 5             | Adquirido de Summit Entertainment .                                                               |
| Rambo                        | 2008-18                | 2             |                                                                                                   |
| Alfa y Omega                 | 2010-17; por confirmar | 8             |                                                                                                   |
| The Expendables              | 2010-presente          | 3             |                                                                                                   |
| Los juegos del hambre        | 2012-presente          | 5             |                                                                                                   |
| Aumentar                     | 2012-20                | 3             | Adquirido de Summit Entertainment                                                                 |
| Now You See Me               | 2013-presente          | 2             |                                                                                                   |
| Plan de escape               | 2013-19                | 3             |                                                                                                   |
| John Wick                    | 2014-presente          | 4             |                                                                                                   |
| Divergente                   | 2014-16                | 3             |                                                                                                   |
| Sicario                      | 2015-presente          | 1 (2)         | Codistribuido con Sony Pictures Releasing                                                         |
| Norm of the North            | 2016-presente          | 4             |                                                                                                   |
| Rock Dog                     | 2016-presente          | 2             | Primera entrega lanzada a través de Summit Entertainment.                                         |
| The Hitman's Bodyguard       | 2017-presente          | 2             |                                                                                                   |
| Detective Knight             | 2022-23                | 3             |                                                                                                   |

### Películas más taquilleras
| Pos. | Título                                | Año  | Recaudación Nacional | Notas                                 |  |
| ---- | ------------------------------------- | ---- | -------------------- | ------------------------------------- |  |
| 1    | The Hunger Games: Catching Fire       | 2013 | $424,668,047         |                                       |  |
| 2    | The Hunger Games                      | 2012 | $408,010,692         |                                       |  |
| 3    | The Hunger Games: Mockingjay – Part 1 | 2014 | $337,135,885         |                                       |  |
| 4    | Eclipse                               | 2010 | $300,531,751         | Distribuido por Summit Entertainment. |  |
| 5    | New Moon                              | 2010 | $296,623,634         | Distribuido por Summit Entertainment. |  |
| 6    | Breaking Dawn – Part 2                | 2012 | $292,324,737         | Distribuido por Summit Entertainment. |  |
| 7    | The Hunger Games: Mockingjay – Part 2 | 2015 | $281,723,902         |                                       |  |
| 8    | Breaking Dawn – Part 1                | 2011 | $281,287,133         | Distribudo por Summit Entertainment.  |  |
| 9    | Twilight                              | 2008 | $192,769,854         | Distribudo por Summit Entertainment.  |  |
| 10   | John Wick: Chapter 4                  | 2023 | $187,131,806         |                                       |  |
| 11   | The Day After Tomorrow                | 2004 | $186,740,799         | Estrenada por 20th Century Fox        |  |
| 12   | John Wick: Chapter 3 – Parabellum     | 2019 | $171,015,687         |                                       |  |
| 13   | Knives Out                            | 2019 | $165,359,751         |                                       |  |
| 14   | La La Land                            | 2016 | $151,101,803         | Distributed by Summit Entertainment.  |  |
| 15   | Divergent                             | 2014 | $150,947,895         | Distributed by Summit Entertainment.  |  |
| 16   | The Blair Witch Project               | 1999 | $140,539,099         |                                       |  |
| 17   | The Divergent Series: Insurgent       | 2015 | $130,179,072         |                                       |  |
| 18   | Now You See Me                        | 2013 | $117,723,989         |                                       |  |
| 19   | The Expendables                       | 2010 | $103,068,524         |                                       |  |
| 20   | John Wick: Chapter 2                  | 2017 | $92,029,184          |                                       |  |

| Pos. | Título                                | Año  | Recaudación Mundial |
| ---- | ------------------------------------- | ---- | ------------------- |
| 1    | The Hunger Games: Catching Fire       | 2013 | $865,011,746        |
| 2    | Breaking Dawn – Part 2                | 2012 | $829,746,820        |
| 3    | The Hunger Games: Mockingjay - Part 1 | 2014 | $755,356,711        |
| 4    | Breaking Dawn – Part 1                | 2011 | $712,205,856        |
| 5    | The Twilight Saga: New Moon           | 2009 | $709,711,008        |
| 6    | Eclipse                               | 2010 | $698,491,347        |
| 7    | The Hunger Games                      | 2012 | $694,394,724        |
| 8    | The Hunger Games: Mockingjay - Part 2 | 2015 | $658,344,137        |
| 9    | The Day After Tomorrow                | 2004 | $552,639,571        |
| 10   | La La Land                            | 2016 | $448,906,865        |
| 11   | John Wick: Chapter 4                  | 2023 | $432,249,673        |
| 12   | Twilight                              | 2008 | $407,187,715        |
| 13   | Now You See Me                        | 2013 | $351,723,989        |
| 14   | Now You See Me 2                      | 2016 | $334,901,337        |
| 15   | John Wick: Chapter 3 – Parabellum     | 2019 | $328,349,387        |
| 16   | The Expendables 2                     | 2012 | $314,975,955        |
| 17   | The Divergent Series: Insurgent       | 2015 | $297,276,329        |
| 18   | Divergent                             | 2014 | $288,885,818        |
| 19   | The Expendables                       | 2010 | $274,470,394        |
| 20   | The Blair Witch Project               | 1999 | $248,639,099        |

## Trabajos citados
- Cronenberg, David (2006). David Cronenberg: Interviews with Serge Grünberg. Plexus Publishing. ISBN 0859653765.